# Economia de Myanmar

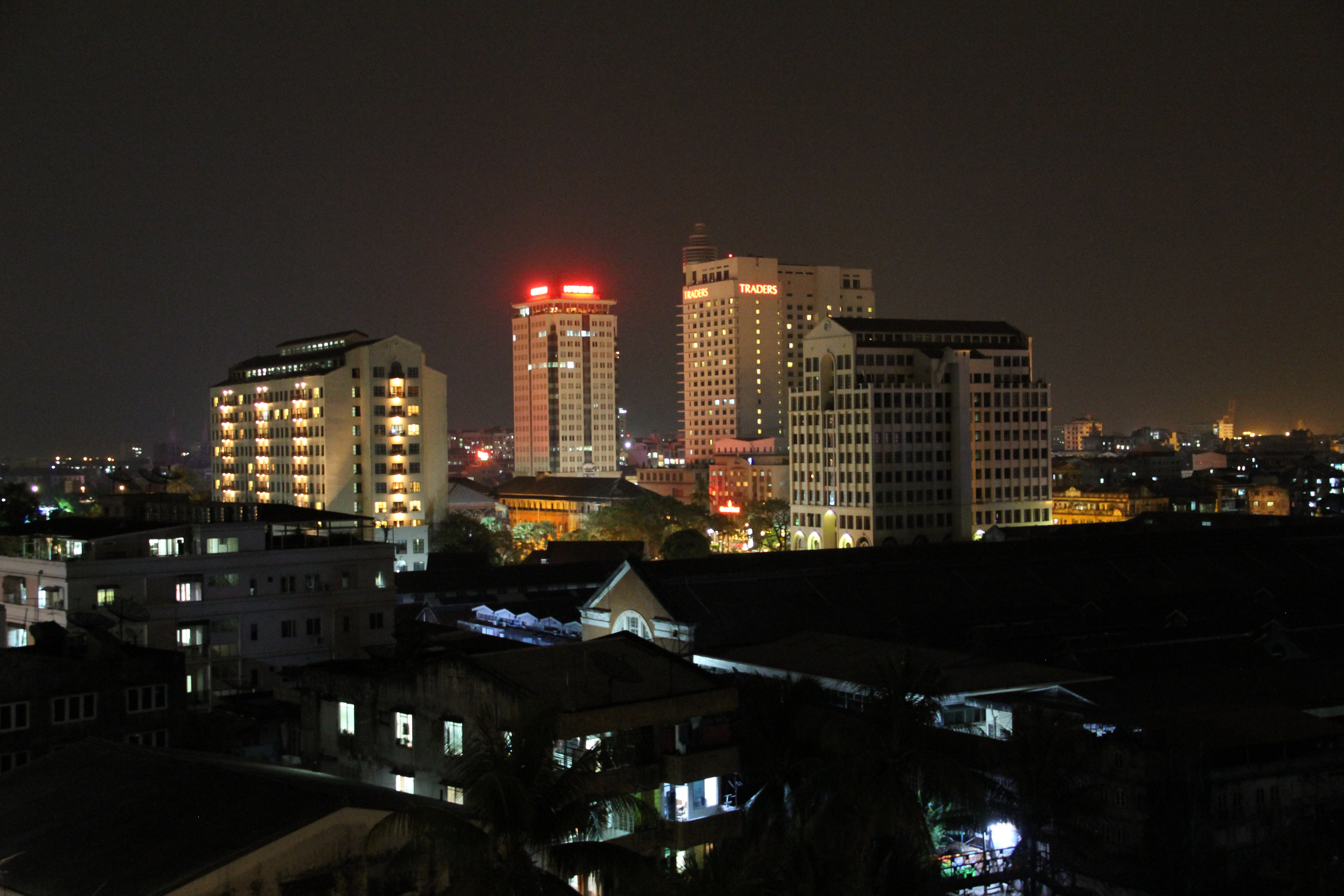
Yangon a la nit.

La situació econòmica de Myanmar és bastant delicada. L'agricultura és la principal activitat econòmica; ocupa a gairebé els 2/3 de la població activa i contribueix en un 40% al producte interior brut. El conreu predominant és l'arròs, que ocupa prop de la meitat de les terres cultivables. Els altres cultius (cotó, cacauet, cautxú, te) són secundaris. És de destacar igualment el cultiu del cascall.
Durant les dècades dels 1970 fins al 2000, la forta centralització de l'economia en mans de l'Estat va crear greus problemes. En l'actualitat, una part important de la indústria pesant, l'energia i el comerç de l'arròs continuen a poder de l'Estat i la inversió privada se centra en la resta de sectors. Sense estabilitat monetària ni fiscal, i amb un gran percentatge de mercat negre que obliga a l'administració a un ferri control del comerç de productes alimentosos, la inversió estrangera oscil·la segons els anys i les conjuntures, no permetent el grau d'estabilitat suficient per permetre un creixement sostingut.